# Берлинский шницель
То, что «шницель по-венски» повсюду [в Берлине] готовят из свинины, уже давно никого не удивляет. Тем не менее, на Шпрее рекомендуется и по этой теме тщательно проштудировать меню. При необходимости лучше ещё раз спросить официанта, прежде чем заказать «берлинский шницель». Если шеф-повар придерживается оригинального рецепта, на сковороду отправится панированное вымя. Как, простите? Отвратительно? А вы что думали, из чего салат с мясом сделан?
Берлинский шницель (нем. Berliner Schnitzel) — традиционное мясное блюдо немецкой и в особенности берлинской кухни, приготовленное по принципу венского шницеля из варёного говяжьего вымени. В Германии берлинский шницель считался дешёвой заменой настоящего, мясного шницеля вплоть до середины XX века. В настоящее время блюдо встречается достаточно редко, поскольку свежее вымя редко поступает в продажу.
Для приготовления берлинского шницеля вымя предварительно вымачивают в течение нескольких часов, затем долго отваривают в овощном бульоне. По готовности вымя режут ломтями размером со шницель, приправляют, обваливают в муке, яйце и панировочных сухарях и жарят на топлёном свином жиру или топлёном масле до золотистого цвета. Берлинский шницель обычно сервируют с горчичным или хреновым соусом с гарниром из жареного или отварного картофеля, картофельного пюре или картофельного салата.